# Cyclophora lilacinipes
Cyclophora lilacinipes là một loài bướm đêm trong họ Geometridae.